# 喜田紘平
喜田 紘平（きだ こうへい。1981年10月30日 - ）は、日本の政治家、経営者である。発達障害にかかわる活動を積極的に取り組む。

## 政治
- 広島県福山市議会議員（2016年4月初当選）

## ボランティア活動
- 2012年 ボランティア団体（福山はぐくみ研究会）を立ち上げ、清掃活動・慰問活動・勉強会・地域相談会などを行う。

## 事業
- 学校法人喜田学園 東林館高等学校　理事長
- 日本チルドレンサポート株式会社　代表取締役

## 著書
- 「目に見えない大切なこと」 2016年3月　株式会社ユニックス　発行